# Pietro Lagnese
Pietro Lagnese (* 9. září 1961, Vitulazio) je italský římskokatolický duchovní, arcibiskup Capui a biskup Caserty.

## Život
Narodil se 9. září 1961 ve Vitulaziu.
Vstoupil do arcibiskupského kněžského semináře v Neapoli. Po získání bakalářského titulu z teologie pokračoval ve studiu na Papežské teologické fakultě Jižní Itálie, kde obdržel licenciát z pastorální teologie. Dne 1. května 1986 byl arcibiskupem Luigi Diligenzou vysvěcen na kněze a inkardinován do arcidiecéze Capua. Stal se farářem ve farnosti Santa Maria dell'Agnena v rodném městě. Měl na starost centrum pro pastoraci mládeže.
V letech 1988–1994 byl rektorem kněžského semináře a zastával též funkci generálního sekretáře synody církve Capuy. V Církevní oblasti Kampánie měl na starost pastoraci rodin. Dne 23. února 2013 jej papež Benedikt XVI. jmenoval biskupem Ischie. Biskupské svěcení přijal 1. května z rukou kardinála Crescenzia Sepe a spolusvětiteli byli arcibiskup Armando Dini a biskup Arturo Aiello.
Dne 19. prosince 2020 byl papežem Františkem převeden na biskupský stolec v Caserta a 11. prosince 2023 došlo ke spojení diecéze s arcidiecézí Capua in persona episcopi, čímž se stal také arcibiskupem Capuy. Arcidiecézi slavnostně převzal 4. února následujícího roku.